# Burchardia multiflora
Burchardia multiflora là một loài thực vật có hoa trong họ Colchicaceae. Loài này được Lindl. miêu tả khoa học đầu tiên năm 1840.